# Anastasija Davidova
Anasatasija Semjonovna Davidova (Moskva, 2. veljače 1983.), ruska sinkronizirana plivačica, peterostruka olimpijska, sedmerostruka europska i trinaesterostruka svjetska prvakinja, najuspješnija sinkronizirana plivačica svoga vremena i jedna od najtrofejnijih u povijesti športa. Nastupala je u dvojcu s Anastasijom Jermakovom. Po tri zlatna odličja osvajala je na Svjetskim prvenstvima u Melbourneu 2007. i Šangaju 2011. Nakon zlatnog odličja na Olimpijskim igrama 2012. odlazi u športsku mirovinu.
Dobitnica je ruskih odlikovanja Ordena prijateljstva, Ordena časti i Ordena časti za domovinu.